# Daniël Stellwagen
Daniël Stellwagen est un joueur d'échecs et un chimiste néerlandais né le 1er mars 1987 et grand maître international depuis 2004.

## Biographie et carrière
Daniël Stellwagen a remporté  la médaille d'argent au championnat du monde des moins de 12 ans et au championnat d'Europe des moins de douze ans en 1999.
En  2003, Stellwagen finit deuxième du groupe B du tournoi de Wijk aan Zee à quinze ans. Il fut deuxième championnat d'échecs des Pays-Bas à quatre reprises entre 2003 et 2008. Il est devenu le plus jeune grand maître international néerlandais en obtenant le titre à dix-sept ans en 2004. En 2007, il fut premier ex æquo du championnat néerlandais mais perdit le match de départage pour le titre contre Sergei Tiviakov.
Stellwagen a représenté les Pays-Bas lors de trois olympiades (en 2008, 2010 et 2012) et de trois championnats d'Europe par équipes de 2007 à 2011.
Il a soutenu une thèse en chimie organique intitulée Solid acid catalysts for transesterification and esterification.